# Berrocalejo
Berrocalejo è un comune spagnolo di 114 abitanti situato nella comunità autonoma dell'Estremadura.